# Adam Maciąg
Adam Andrzej Maciąg (ur. 25 listopada 1879 w Krakowie, zm. wiosną 1940 w Charkowie) – pułkownik lekarz Wojska Polskiego, doktor medycyny, ofiara zbrodni katyńskiej.

## Życiorys
Syn Jakuba i Marianny z Karolusów urodzony 25 listopada 1879 w Krakowie. W latach 1891–1898 uczył się c. k. Gimnazjum im. Króla Jana III Sobieskiego w Krakowie i zdał maturę z odznaczeniem. W latach 1898–1904 studiował na Wydziale Lekarskim Uniwersytetu Jagiellońskiego. 26 marca 1904 otrzymał dyplom lekarski. W latach 1905−1909 związał się z katedrą fizjologii i farmakologii UJ. W czasie I wojny światowej został wcielony do cesarskiej i królewskiej Armii. W charakterze lekarza oficera pełnił służbę w szpitalach w Krakowie, Tarnowie i Wadowicach.
14 kwietnia 1919 został przyjęty do Wojska Polskiego z zatwierdzeniem posiadanego stopnia kapitana lekarza. Służył w Szpitalu Zapasowym Nr 8 w Krakowie. 24 czerwca 1920 został zatwierdzony z dniem 1 kwietnia 1920 w stopniu podpułkownika, w Korpusie Lekarskim, w grupie oficerów byłej armii austro-węgierskiej.
W 1921 pełnił służbę w Szpitalu Okręgowym w Krakowie, a jego oddziałem macierzystym była wówczas Kompania Zapasowa Sanitarna Nr 6. 3 maja 1922 został zweryfikowany w stopniu podpułkownika ze starszeństwem z 1 czerwca 1919 i 69. lokatą w korpusie oficerów sanitarnych, w grupie lekarzy. Następnie pełnił służbę w 5 Szpitalu Okręgowym w Krakowie, pozostając oficerem nadetatowym 5 Batalionu Sanitarnego. Później kontynuował służbę 5 Szpitalu Okręgowym, pozostając w kadrze oficerów służby zdrowia. Ostatnio pełnił służbę na stanowisku szefa oddziału wewnętrznego i kierownika naukowego 5 Szpitala Okręgowego. W międzyczasie, w 1927 wziął aktywny udział w organizacji IV Międzynarodowego Kongresu Medycyny i Farmacji, który odbył się w Polsce, a 1 stycznia 1928 został awansowany na pułkownika ze starszeństwem z 1 stycznia 1928 i 5. lokatą w korpusie oficerów sanitarnych, grupa lekarzy. W czerwcu 1930 został przesunięty ze stanowiska starszego ordynatora na stanowisko komendanta szpitala, a 16 listopada 1931 na stanowisko kierownika oddziału wewnętrznego. Z dniem 30 czerwca 1934 został przeniesiony w stan spoczynku. W tym samym roku podjął prywatną praktykę lekarską.
We wrześniu 1939 stawił się w 5 Szpitalu Okręgowym w Krakowie. Po agresji ZSRR na Polskę w nieznanych okolicznościach dostał się do niewoli sowieckiej i przebywał w obozie w Starobielsku. Wiosną 1940 został zamordowany przez funkcjonariuszy NKWD w Charkowie i pogrzebany potajemnie w bezimiennej mogile zbiorowej w Piatichatkach, gdzie od 17 czerwca 2000 mieści się oficjalnie Cmentarz Ofiar Totalitaryzmu w Charkowie. Figuruje na Liście Starobielskiej NKWD pod pozycją 2117.
W 1909 ożenił się z Małgorzatą z Ładów (1881–1969), artystką malarką, z którą miał syna Adama (1918–1940), studenta medycyny, ogniomistrza podchorążego rezerwy zmobilizowanego do 5 dywizjonu artylerii konnej, który wiosną 1940 został dokładnie tak jak jego ojciec zamordowany w Charkowie.
Postanowieniem nr 112-48-07 Prezydenta RP Lecha Kaczyńskiego z 5 października 2007 został awansowany pośmiertnie do stopnia generała brygady. Awans został ogłoszony 9 listopada 2007 w Warszawie, w trakcie uroczystości „Katyń Pamiętamy – Uczcijmy Pamięć Bohaterów”.

## Ordery i odznaczenia
- Złoty Krzyż Zasługi – 10 listopada 1928[19]
- Medal Pamiątkowy za Wojnę 1918–1921
- Medal Dziesięciolecia Odzyskanej Niepodległości